# Pieter Goos

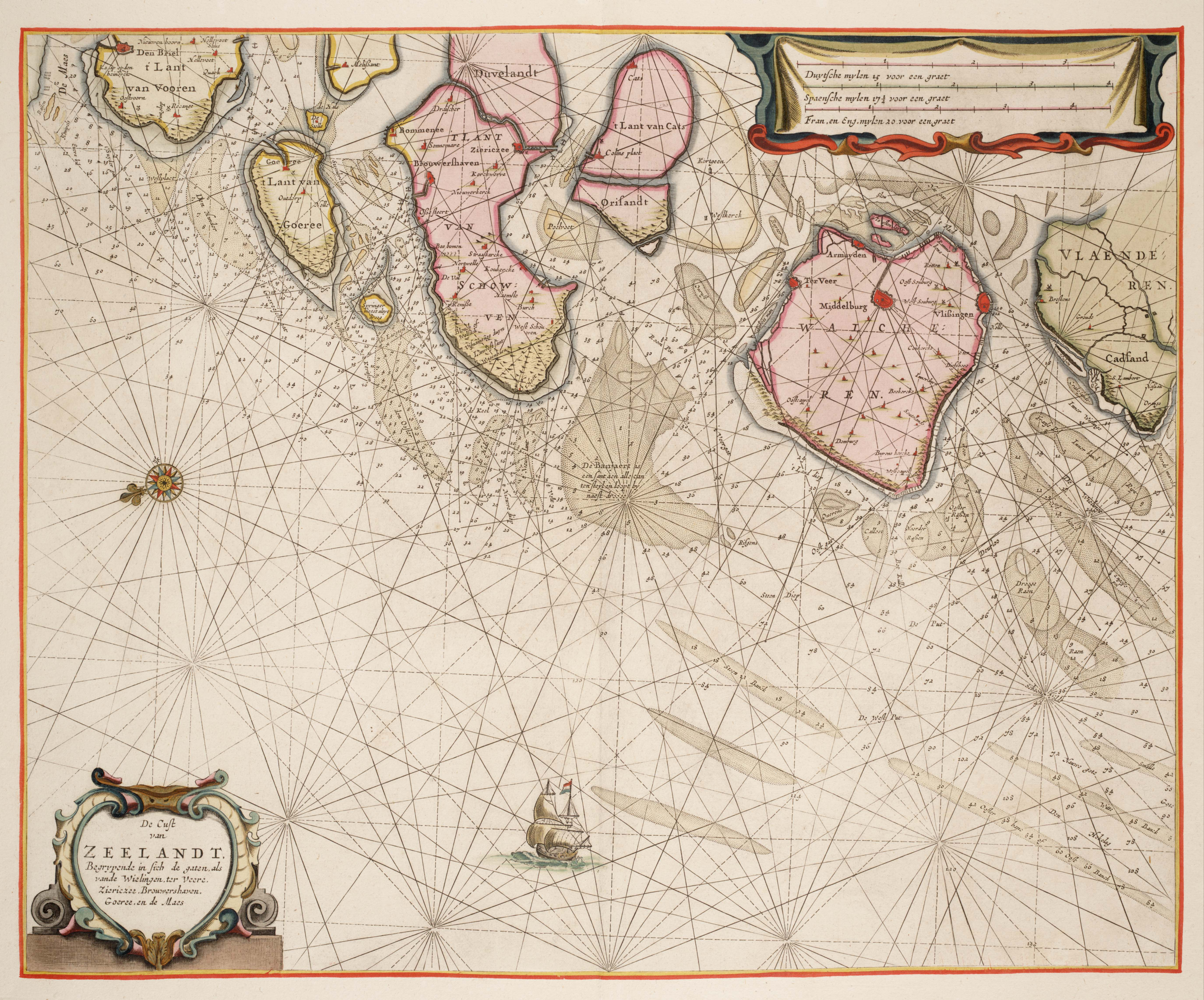
De Cust van Zeelandt, Begrypende in sich de Gaten, als vande Wielingen, ter Veere, Ziericzee, Brouwershaven, Goeree, en de Maes
1666

Pieter Goos (Amsterdam, 1616 – 1675) was een Nederlands cartograaf, graveur en boekhandelaar, zoon van Abraham Goos, eveneens cartograaf en verkoper-uitgever van kaarten.

## Biografie
Pieter Goos was de zoon van Abraham Goos en Stijntgen Theunisdr de Ram. In 1643 trouwde hij met Susanna de Reijgher en, nadat deze in 1648 stierf, in 1649 met Geertruijt van Ruyff (gestorven 1677). Hij werd vader van zes kinderen. In 1649 woonde hij in de Haarlemmerstraat in Amsterdam. In 1656 is het gezin woonachtig op 't Water, in de Vergulde Zeespiegel te Amsterdam.
In het begin graveerde hij voor Petrus Kaerius, C.J. Visscher, uit het huis Visscher, John Speed, Henricus Hondius en Johannes Janssonius. In 1657 verkrijgt hij een octrooi op De seven boecken van de Groote Zeevaert beschreven door Abraham de Graeff, mathematicus.
Zijn eerste eigen zeemansgids, De Lichtende Colomne ofte Zee-Spiegel, verscheen in 1650. Gedurende 25 jaar gaf hij goed samengestelde zeemansgidsen en vanaf 1666 mooie atlassen uit. Bijna alle kaarten hierin waren kopieën van Hendrick Donckers' zeekaarten. Sommige van deze atlassen werden in twee verschillende kwaliteiten uitgegeven. Een ongekleurde en een luxe ingekleurde versie. Daarom komen er op de titelpagina twee varianten voor, de één luidt: seer dienstig voor alle schippers en stuurlieden, als oock voor alle heeren en kooplieden, de andere versie begint met voor alle heeren en kooplieden en noemt daarna pas alle schippers en stuurlieden. Ze bevatten zo'n 40 kaarten. Zijn Zee Atlas werd in 1670 door de Engelse cartograaf John Seller gekopieerd.

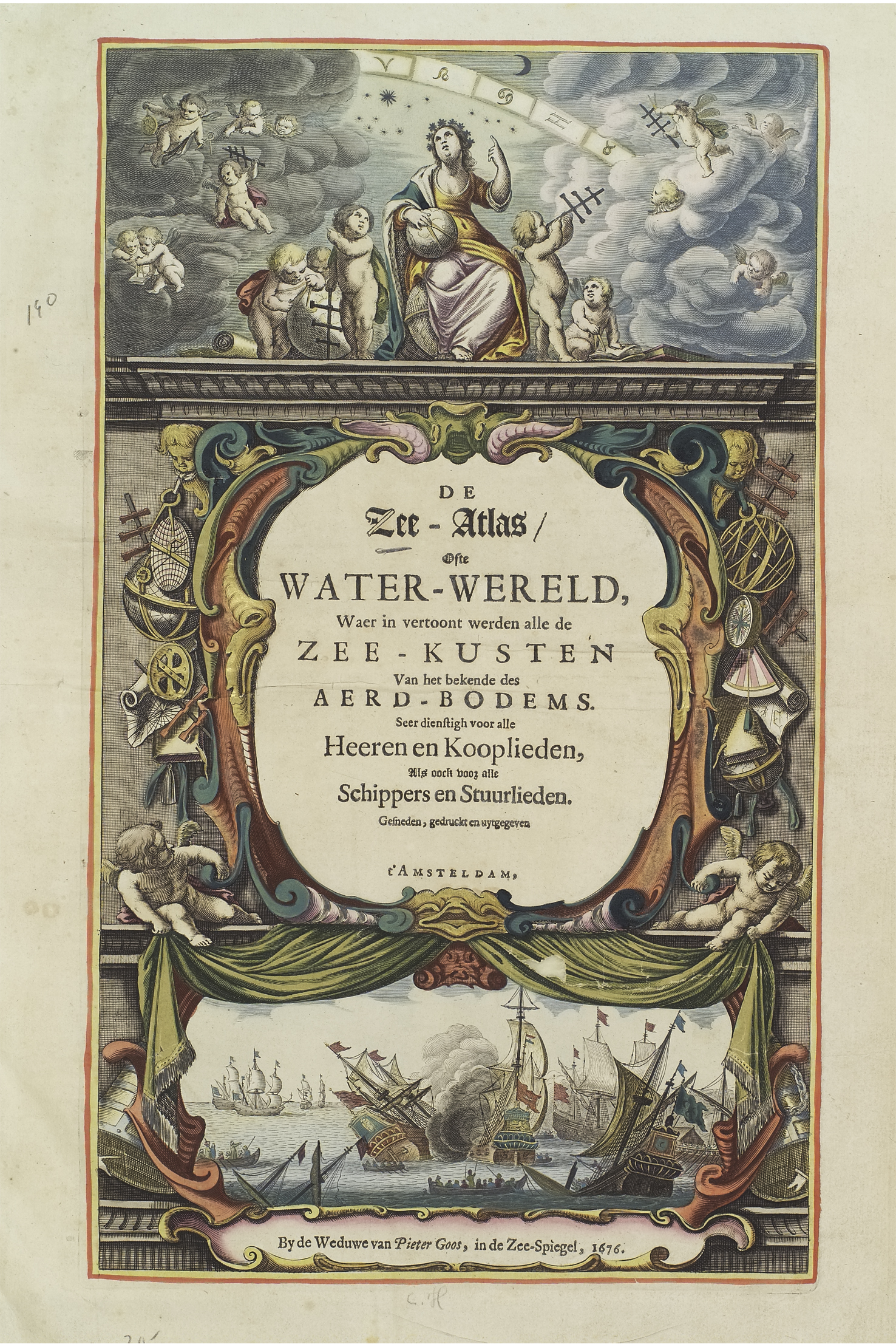
Het titelblad van De Zee-Atlas Ofte Water-Wereld. Pieter Goos
heruitgave van 1676

Vanaf 1666 publiceerde Goos atlassen die goede aftrek vonden; in 1666 bracht hij zijn eerste versie van De Zee-atlas Ofte Water-wereld uit. De atlas bestond uit 41 kaarten. Hij was de eerste die Christmas Island op de kaart Oost Indië zette en hij gaf het eiland de naam 'Mony'. In 1672 publiceerde hij de atlas die wordt aangemerkt als een van de beste maritieme atlassen van die tijd, De Zee-Atlas Ofte Water-Wereld, Waer in vertoont werden all de Zee-Kusten Van het bekende des Aerd-Bodems. Seer dienstigh voor alle Heeren en Kooplieden, Also oock voor alle Schippers en Stuurlieden. Het verschil met de Lichtende Colomne is dat de kusten van de hele wereld worden weergegeven. In de inleidende tekst wordt melding gemaakt van groote ontdekkingen, waaronder die van Abel Tasman.
In maart 1668 verleenden de Staten van Holland aan Pieter Goos, caertemaecker, woonende tot Amsterdam, octrooi Nieuw Caertbouck geintituleert Het brandende veen verlichtende de kust van Africa ende America, byeengebracht en vergadert door Arent Roggeveen, Mathematicus.
Rond 1675 verscheen zijn laatste werk: een vierde en vijfde deel van de Zee-Spiegel, het Brandend Veen. Deze edities waren gewijd aan West-Indië en West-Afrika.
Na zijn dood in 1675 gaven achtereenvolgens zijn weduwe en zijn zoon Hendrik nog enkele malen het complete werk uit, uitgebreid met drie evenmin originele kaarten.
Zelfs in 2007 verscheen er nog een kaart gebaseerd op het werk van Goos, een uitgave ter gelegenheid van de 400ste geboortedag van Michiel de Ruyter.

## Kaarten van Pieter Goos

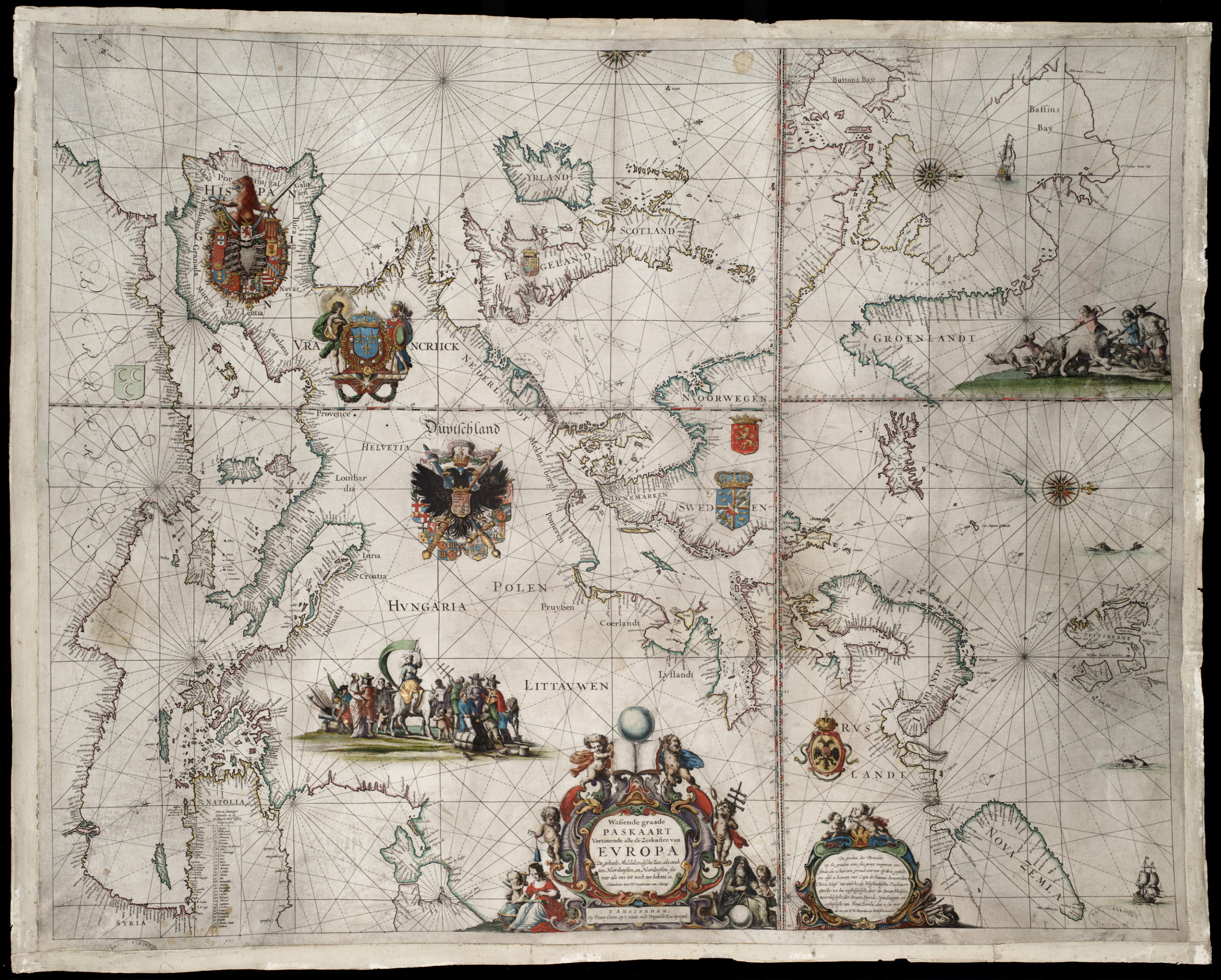
Paskaart Europa 1658
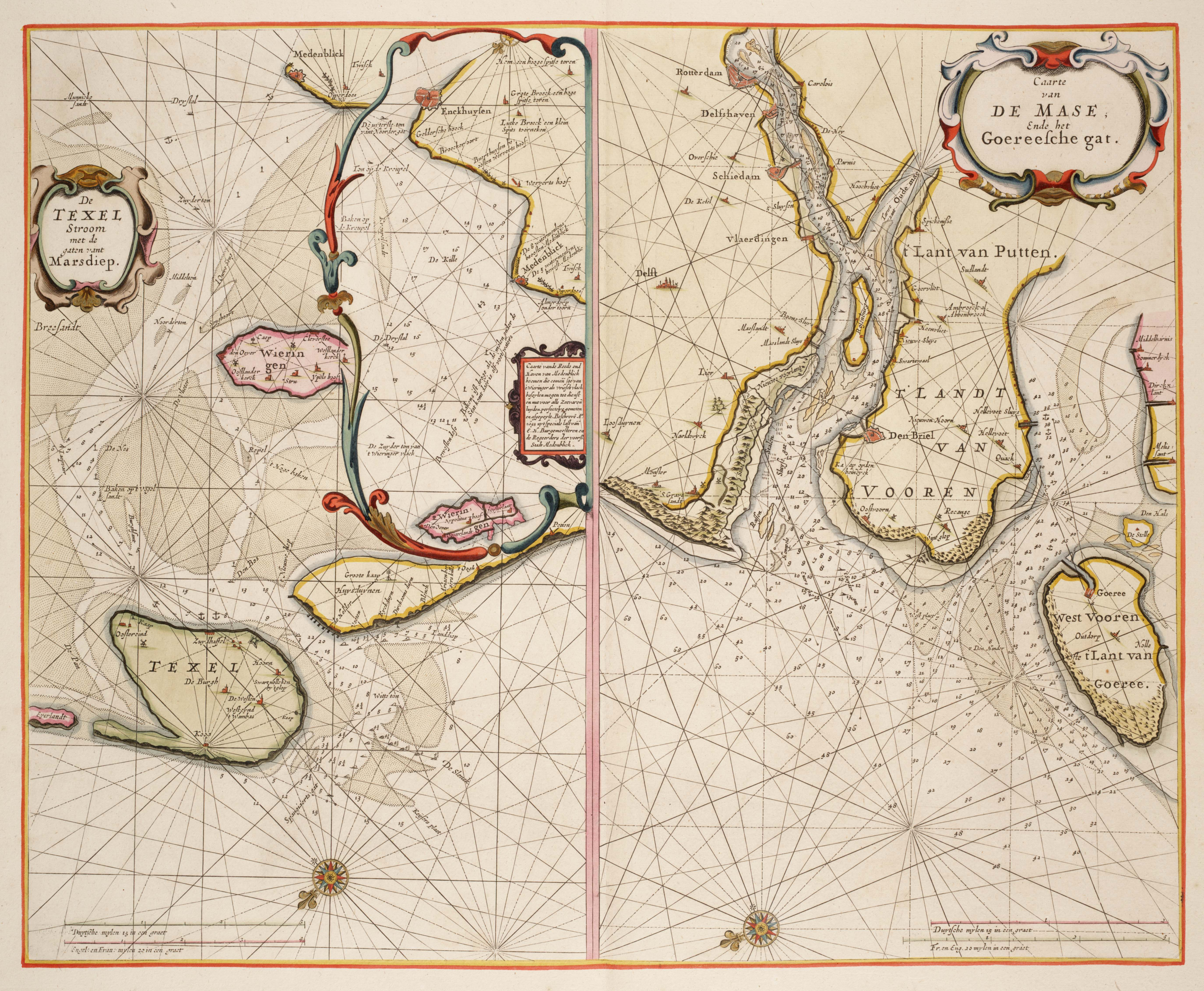
De Texel Stroom & De Mase 1660
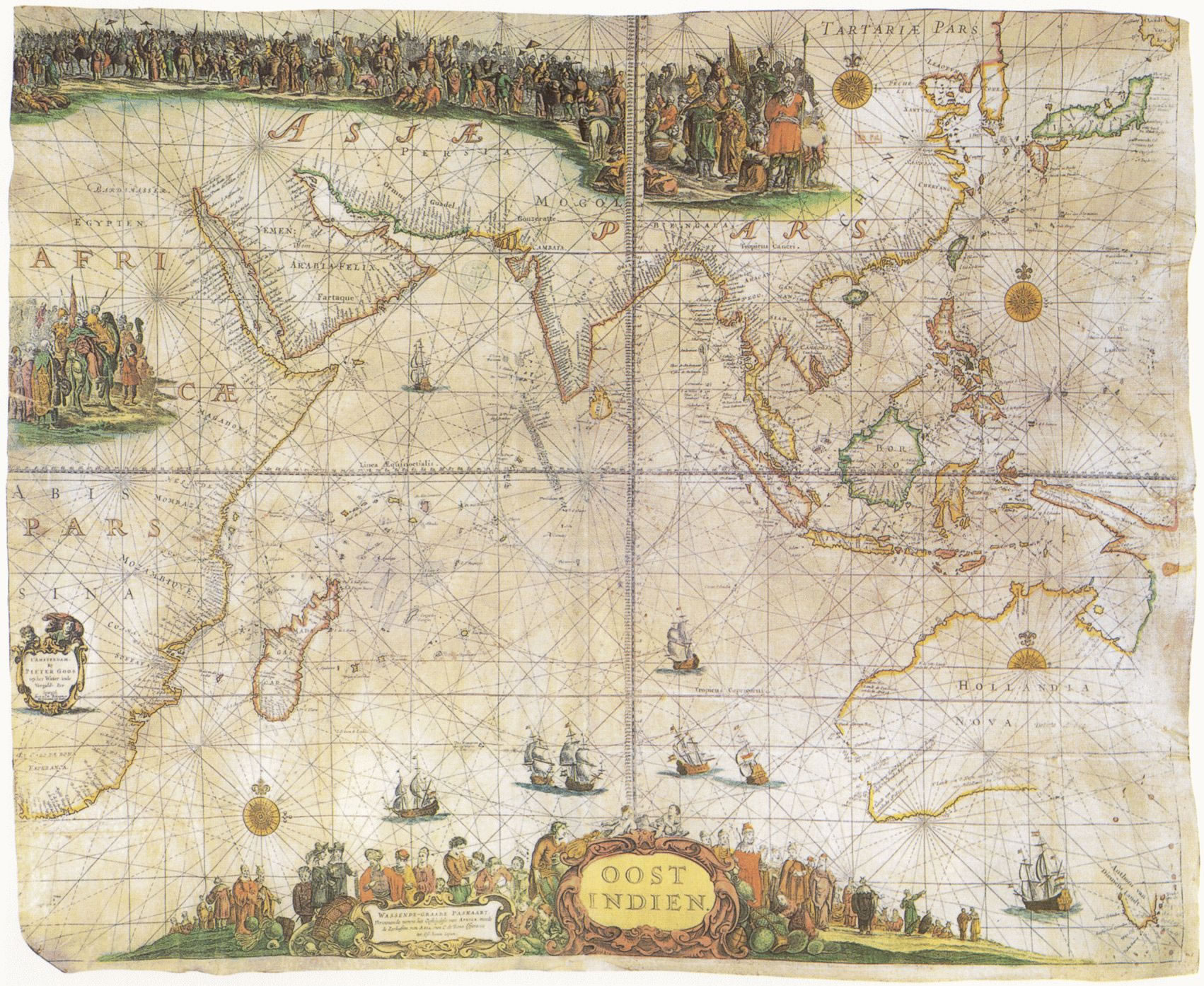
Oost Indien 1660
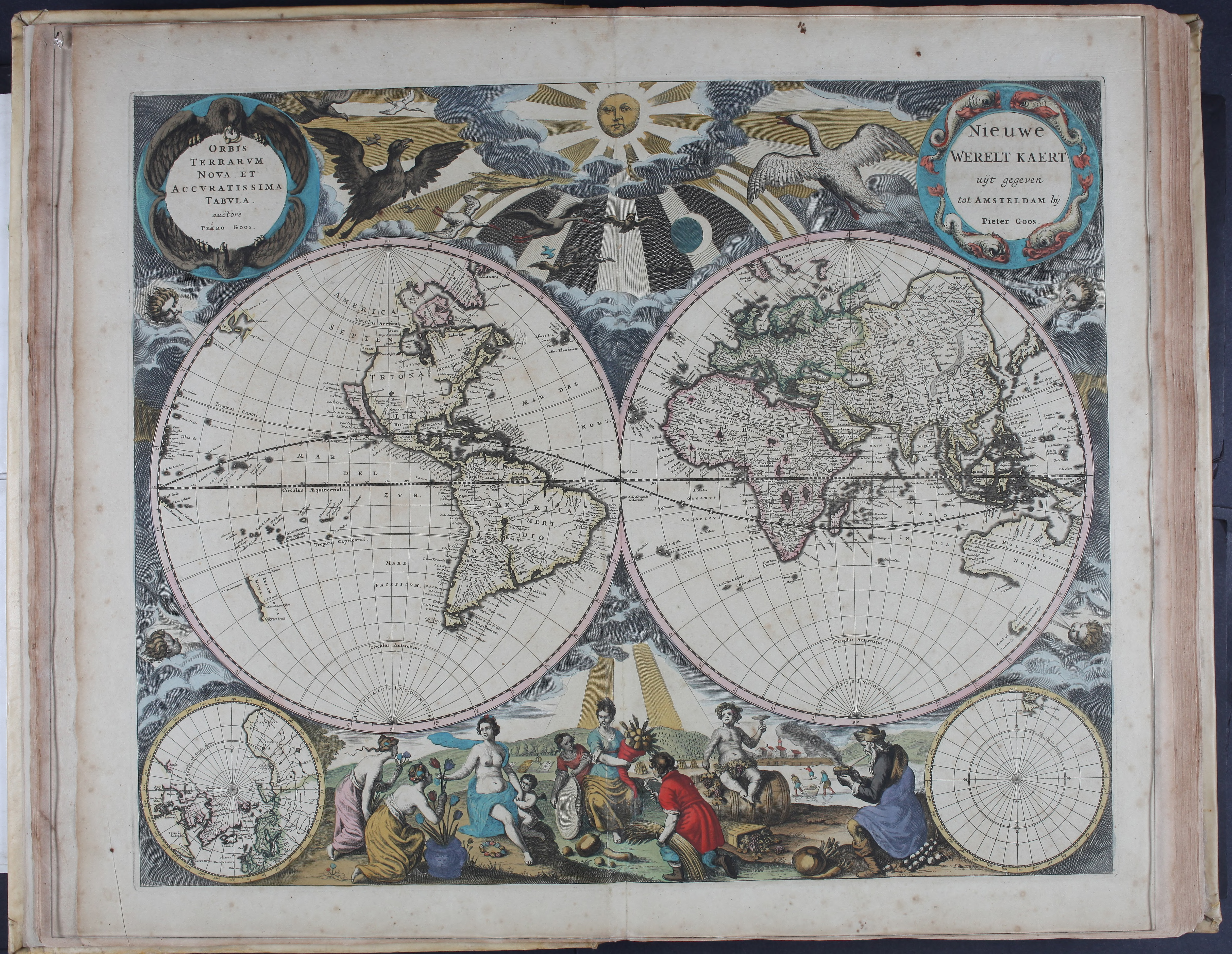
Orbis Terrarum 1666
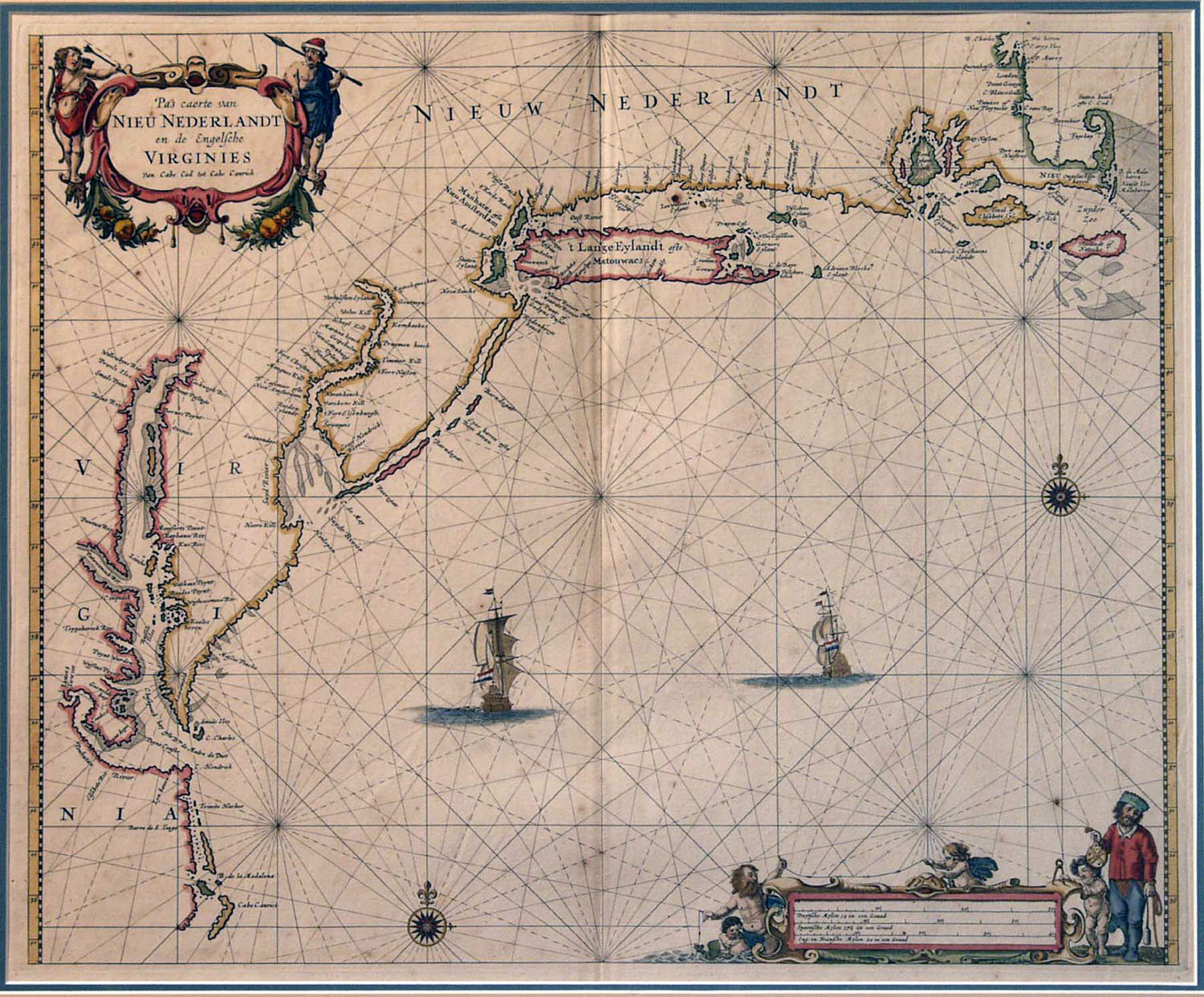
Nieu Nederlandt 1666

## Varia
- Prins en stadhouder Frederik Hendrik van Oranje (1584-1647) bezat de 12 prenten die Goos met potlood op geel papier kopieerde uit het originele werk van Hendrick Goltzius, een manuscript uit 1584 betreffende de begrafenis van Willem van Oranje (1533-1584). Het werk bestond uit 12 gegraveerde prenten; Goltzius gaf het werk de titel: "Haec pompa funebris spectata fuit Batavorum Delphis, tertio die Augusti Ao. 1584". Het manuscript maakt thans onderdeel uit van de collectie van de Koninklijke Bibliotheek te Den Haag.